# Saropogon chathamensis
Saropogon chathamensis är en tvåvingeart som beskrevs av Frederick Wollaston Hutton 1901. Saropogon chathamensis ingår i släktet Saropogon och familjen rovflugor. Inga underarter finns listade i Catalogue of Life.